# Anthocoridae
Famille
Taxons de rang inférieur
- Anthocorinae
- Lasiochilinae
- Lyctocorinae

Les Anthocoridés (Anthocoridae) constituent une famille d'insectes hétéroptères (punaises) principalement prédateurs, de la super-famille des Cimicoidea (ou Cimicoïdés), et de l'infra-ordre des Cimicimorpha.

## Description
L'adulte mesure entre 1.5 et 4.5 mm de long. La forme du corps varie selon les espèces, allant d'ovale à triangulaire. Ils ont généralement une tête de couleur foncée et leur corps présente des couleurs contrastantes, et le corps, ni les ailes ne sont réticulés ou aréolés. Les antennes ont 4 articles, des ocelles sont présentes en arrière des yeux composés (ce qui permet de les distinguer des Miridae, entre autres). Le scutellum est relativement petit. Les tarses médians et postérieurs comptent 3 articles. L'hémélytre présente un cunéus (pointe de la partie coriacée de l'aile en contact avec la partie membraneuse, souvent nettement délimitée du reste de la corie). La séparation d'avec les Lyctocoridae, qui présentent les mêmes caractéristiques, nécessite la dissection des organes génitaux, différents entre les deux familles. L'aire évaporatoire de la glande odorante placées en avant de la gouttière de la glande, ce qui les distingue des Lasiochilidae ou Lasiochilinae.
Le dimorphisme sexuel est peu marqué, les mâles sont souvent un peu plus petits et plus fins que les femelles. La plupart des espèces n'ont qu'une forme alaire macroptère, mais les genres Brachysteles, Elatophilus, Temnostethus, et Xylocoris ont deux formes, macroptère et brachyptère. Chez Orius retamae, les mâles peuvent présenter deux formes et les femelles, trois. Cette atrophie alaire a lieu à cause d’inhibitions hormonales, ayant d’autres conséquences : développement incomplet des segments thoraciques, des yeux et des ocelles. C’est lié à des facteurs thermiques, nutritionnels mais également héréditaires car il existe des lignées entières qui sont brachyptères. Quelques rares espèces d'habitats abrités n'ont qu'une forme aptères.

## Répartition et habitat
Les Anthocoridae sont présents sur tous les continents (excepté l'Antarctique), avec comme centre de diversité les zones tropicales et holarctiques. Ils occupent de nombreux types d'habitats aussi bien naturels que modifiés. On les retrouve sur la partie aérienne des plantes, mais dans d'autres habitats également, comme des gales, dans des nids de fourmis, ou sous l'écorce.
Aux États-Unis, les deux genres les plus souvent rencontrés dans les jardins sont Orius et Anthocoris.
Ce sont des punaises terrestres, vivant dans les strates herbacés et arborés, parfois sous les écorces. Certaines espèces peuvent également être trouvées dans des nids d'oiseaux, des fourmilières ou des détritus divers qu'il faut tamiser. De nombreuses espèces ont une nette préférence sur leurs végétaux supports qu’elles utilisent.

## Écologie

### Alimentation
La quasi-totalité des espèces sont carnivores. Mais des tendances phytophages ou hématophages existent chez certaines espèces. Cette famille s’attaque à de nombreux insectes et autres arthropodes. Les proies préférentielles sont les pucerons, les psylles et les cochenilles, les œufs et juvéniles de punaises ou papillons peuvent aussi servir de proies, ainsi que les thrips, les psoques, les collemboles, les larves de coléoptères et les acariens,. Les espèces polyphages ont plus de chance de pouvoir faire des générations successives. En effet, si une espèce ne peut pas s’adapter aux proies disponibles selon la saison, elle mourra de faim ou entrera en quiescence reproductive, d’où une diminution du nombre de générations. Anthocoris nemorum se nourrit des psylles au printemps, des pucerons en été et des psoques et collemboles en automne. La plupart des espèces sont polyphages (jusqu’à 35 espèces recenser pour Anthocoris nemorum) mais certaines se sont spécialisées dans la chasse de certaines proies, pouvant aller jusqu’à la monophagie, en passant à l’oligophagie spécialisée sur un unique ordre (psoque, thrips, oribates). Néanmoins, si un type de proies vient à manquer, ils peuvent s’adapter à d’autres proies. En cas de disette, le cannibalisme est un comportement régulier, juvéniles somme adultes se nourrissent alors de stades juvéniles ou même d’autres adultes (deux juvéniles ont été observés s’attaquant à un même adulte). Les femelles peuvent également vider leurs œufs s' ils n’ont pas été insérés dans un support satisfaisant. Anthocoris gallarum-ulmi se nourrit parfois des exsudats de pucerons, ses futures proies.
Lors de la piqûre, les stylets font de rapides va-et-vient pour dilacérer les tissus de la victime et accélérer l’effet de la salive. Celle-ci a un effet paralysant en plus de la digestion externe, les proies sont ensuite aspirées et vidées. Lorsqu’Anthocoris nemorum attaque, il étend son rostre horizontalement devant lui en redressant la partie avant de son corps et pique sa proie rapidement. Si celle-ci s’enfuit, il la suit en maintenant son rostre en place. Rapidement, la proie ralentie et le repas peut s’effectuer. Si la proie est plus grosse que le prédateur, les Scoloposcelis piquent une à deux fois leur proie et se retirent rapidement, en attendant que leur salive face effet et l’immobilise. Un repas dure en moyenne 5 à 20 min.
La nourriture des juvéniles diffère très peu de celle des adultes, ils s’attaquent aux mêmes proies mais de tailles plus petites (œufs, jeunes larves). Chaque individu d’Anthocoris et d’Orius peut se nourrir de plusieurs centaines d’acariens ou d’une centaine de pucerons durant sa phase de développement larvaire. C’est lors du stade 5 que les juvéniles sont les plus voraces. Il semble qu’au moins un repas soit nécessaire entre deux mues et que le repas le plus copieux s’effectue juste après la mue. Certaines espèces ont pu être élevées avec des aliments de substitution comme le pollen (Orius).
Certaines espèces sont étroitement liées aux plantes-hôtes de leurs proies : préférences pour une famille, un genre, voire une espèce de plante. D’autres sont plus liés à la présence de mousses et lichens que sur les espèces d'arbres sur lesquels ils se trouvent. La plupart du temps, cette spécialisation est due à la préférence de la proie elle-même pour une plante. Ainsi, Anthocoris sarothamni vit presque exclusivement sur Cytisus scoparius (L.) Link, le Genêt à balais, et A. gallarum-ulmi De Geer vit  là où se trouvent des pucerons générant les galles des ormes.Toutefois, plusieurs espèces peuvent absorber le suc ou pollen des plantes. Certaines espèces sont occasionnellement ou partiellement phytophages, comme Orius insidiosus. Il est possible que ces comportements soient un moyen de se réhydrater, de servir d'aliment d’appoint ou d’élément stimulant, mais rien de ceci n’a été démontré. Orius pallidicornis est la seule espèce française presque exclusivement phytophage et se nourrissant de pollen durant toute sa croissance. On pense que quelques rares espèces, comme Paratriphleps laeviusculus, sont exclusivement phytophages.

### Auxiliaire de l'agriculture
Vu leur régime alimentaire, ils sont considérés comme des auxiliaires de l'agriculture, aussi bien dans les vergers, les cultures en ligne, les forêts, pour les plantes ornementales, dans les serres et les greniers. Ils peuvent venir spontanément dans les cultures lorsqu'aucun pesticide à large spectre n'est répandu. La plus grande utilité de cette famille est le maintien de l’équilibre des populations de petits arthropodes. Le nombre d’acariens et psylles mangés par un seul individu est loin d’être négligeable. Anthocoris nemorum peut se nourrir au cours de sa vie de plusieurs centaines de pucerons ou 10 fois plus d’acariens. La plupart des espèces étant polyphages, leur action de régulation se fait sur de nombreux arthropodes, mais du coup en moindre mesure que s’ils se spécialisaient sur une unique espèce. De plus, la fécondité des Anthocoridae face aux pucerons est trop faible. De plus, le cannibalisme limite le nombre d'individus au sein d’une population. Ce sont donc des régulateurs secondaires, pouvant limiter les pullulements accidentels mais pas réduire sérieusement et durablement l’action d’un ravageur de culture. Dans certains pays, ils sont produits commercialement pour être relâchés dans des serres ou des champs. Anthocoris nemoralis, originaire d'Europe, a ainsi été lâché en 1963 dans des vergers de poiriers en Colombie britannique, pour lutter contre la psylle du poirier, Cacopsylla pyri et s'est ensuite répandu plus largement au Canada et aux États-Unis. On recensait déjà en 1999 une trentaine d'espèces introduites, la plupart volontairement, aux États-Unis. Il y a aussi Montandoniola moraguesi contre les thrips des figuiers ou encore Elatophilus nigricornis contre les cochenilles du pin du sud de la France.
Une étude a montré qu’Anthocoris nemorum transporte le pollen de 17 espèces de plantes.

### Cycle de vie
Plus on s'approche des pôles, plus le nombre de générations annuelles, qui peut aller jusqu'à quatre (voire huit chez Orius niger au Tadjikistan), diminue, jusqu'à se réduire à une seule. Le développement saisonnier est déterminé principalement par la longueur du jour et la température. Les facteurs déclenchant la sortie de la diapause ne sont pas encore bien connu. Chez certaines espèces, une période de froid est nécessaire pour déclencher la ponte. En Europe, la plupart des espèces sont univoltines ou bivoltines, avec dans ce cas une seconde génération durant l’été. Exceptionnellement il peut y avoir une troisième génération avec moins d’individus en août septembre. Une même espèce peut avoir un nombre de générations variable selon les conditions climatiques des régions et même d’une année sur l’autre dans un même lieu donné.
Le passage de l’hiver à lieu au stade adulte avec un ralentissement ou un arrêt complet de l'activité : la quiescence hivernale. Avec quelques exceptions (diapause embryonnaire chez Tetraphleps abdulghanii, Temnostethus pusillus et T. gracilis, Anthocorini). Pour les espèces hôtes de végétaux vivants, la quiescence coïncide avec la disparition des feuillages et des proies. Ils se réfugient alors sous les écorces, les pierres ou les feuilles mortes,. Chez les Orius, ce sont en majorité des femelles qui hibernent. La durée d’hibernation varie selon les espèces mais aussi le climat. En Europe, elle dure de 4 à 8 mois. Des réserves dans le tissu adipeux ont été constituées avant cette période. Les individus perdent progressivement du poids pendant l’hiver, à la fois par diminution des réserves graisseuses, et par déshydratation. Des reprises d'activités sont possibles durant les périodes de réchauffement temporaire. Dans ces cas de figures, les punaises se nourrissent alors de quelques proies sans sortir du gîte d’hivernage.
En France, les adultes sortent de diapause en avril-mai, s’accouplent et pondent rapidement. Les juvéniles grandissent entre avril et juin. Chez Anthocoris nemorum, les femelles ayant passé l'hiver émergent au printemps (mi-mars dans des vergers des environs de Paris, au moment de la floraison des poiriers, avec le commencement de la ponte de leur proie Cacopsylla pyri) commencent par se nourrir, puis cherchent des endroits adaptés à la ponte, qui intervient quelques semaines plus tard , jusqu'à mi-juin en Pologne et dans le Sud de l'Angleterre, et début juillet en Écosse. L'éclosion a lieu après 7,5 à 22 jours selon la température. Dans le Sud de l'Angleterre, les larves naissent en mai, et leur développement prend entre 30 et 40 jours selon l'abondance de nourriture et la température. Les adultes de la première génération estivale apparaissent vers mi-juin, et ceux de la seconde en août. Les stades et générations peuvent se superposer. On ne constate pas de polymorphisme d'une génération à l'autre (coloration, ailes).
La durée d’oviposition s’étend sur un à deux mois. Le nombre d'œufs varie entre 50 à 200 selon les espèces. Les espèces à ovipositeur développé insèrent leurs œufs - avec seul l’opercule à l’air libre - dans les tissus végétaux (tige, pétiole, nervure des feuilles, aiguilles de conifères, pédicelles, organes floraux) ou dans le bois en décomposition, celles à ovipositeurs atrophiés les déposent juste sous les écorces ou dans d’autres milieux. Certaines espèces pondent leurs œufs en petits nombres, tandis que d’autres les isolent un à un. Chaque œuf met quelques minutes à être pondu entre le temps d'inspection du lieu de ponte et la ponte en elle-même. Les œufs sont allongés, fermés par un opercule. Chez Orius tristicolor et Orius insidiosus, les œufs mettent 3 à 5 jours pour éclore.
Ces punaises grandissent en 5 stades juvéniles dont le dernier est le plus long mais le premier n’est pas le plus court (c’est le deuxième, puis la durée augmente à chaque stade). Proportionnellement, les pattes sont d’autant plus trapues que le stade est juvénile. La durée de chaque stade dépend de plusieurs paramètres : température, humidité, régime alimentaire. Chez Anthocoris confusus, la durée de croissance est divisée par 3 ou 4 entre une température de 10 ou 25 °C. Pour Orius vicinus, c’est un ratio de 5 ou 6 entre 13 et 30°C. La résistance au froid est d’autant plus faible que le stade est jeune. Plus un individu mange, plus sa croissance sera rapide. La durée totale des 5 stades juvéniles peut durer entre 10 et 130 jours selon les espèces ainsi que les conditions climatiques et édaphiques. En France la durée est d’en moyenne 3 à 5 semaines.
Les adultes apparaissent au début de l’été, ils sont assez mobiles et peuvent se disperser. Leur durée de vie dépend de leur activité reproductive : quelques mois pour les indiviuds pouvant pondre avant l’hiver, 8-12 mois pour ceux éclos en été, subissant une quiescence reproductive puis une hibernation. La durée de vie des mâles est en moyenne plus courte.Chez de nombreuses espèces, l'accouplement a lieu à la fin de l'été ou en automne, et seules les femelles fertilisées passent l'hiver, un trait inhabituel chez les Hétéroptères, et les Insectes en général. Chez Anthocoris nemorum, le mâle survit uniquement dans des conditions climatiques clémentes.
Les migrations saisonnières ou les comportements de rassemblement n'ont pas été rapportés pour les Anthocoridae.

### Reproduction
La maturité sexuelle a souvent lieu dès la mue imaginale et les accouplements peuvent commencer très rapidement après la dernière mue. Si la femelle n’est pas fécondée, elle accepte assez facilement le mâle, mais si ce n’est pas le cas, elle refuse ou se débat violemment. Un seul accouplement semble suffire. Les structures génitales et paragénitales étant très variables, les positions sont très diverses : chevauchement, sur le même plan avec un angle aigu comme les aiguilles d’une montre, etc. La durée moyenne d’un accouplement est de 7-8 min, il est parfois précédé par une danse nuptiale (Cardiastethus pygmeus pas en France). Les mâles inséminant aussi souvent d’autres mâles que des femelles, il arrive aussi que des mâles chevauchent des femelles mortes. L’apparition de ces comportements est probablement corrélée avec celle de l’insémination traumatique.
La quasi-totalité des espèces pratiquent l’insémination traumatique. Un seul paramère, présent à gauche et en forme de faux ou de hache avec une pointe souvent très aiguë (forme différente chez Orinii). La reproduction ne se fait pas par dépôt du sperme dans les voies génitales de la femelle mais selon les espèces, de différentes manières : 
- le mâle transperce l’abdomen de la femelle avec son paramère et le sperme est injecté dans l’hémocoele. Les spermatozoïdes migrent ensuite vers les parties génitales de la femelle

- le mâle transperce la femelle a un endroit précis de l’abdomen contenant un organe secondaire spécialisé : le spermalège. Les spermatozoïdes migrent ensuite vers les parties génitales de la femelle
- présence d’un tube copulateur près de la vulve, le mâle introduit son pénis dedans pour féconder la femelle. Cette technique ne nécessite plus de déchirure de la cuticule[4].

## Galerie

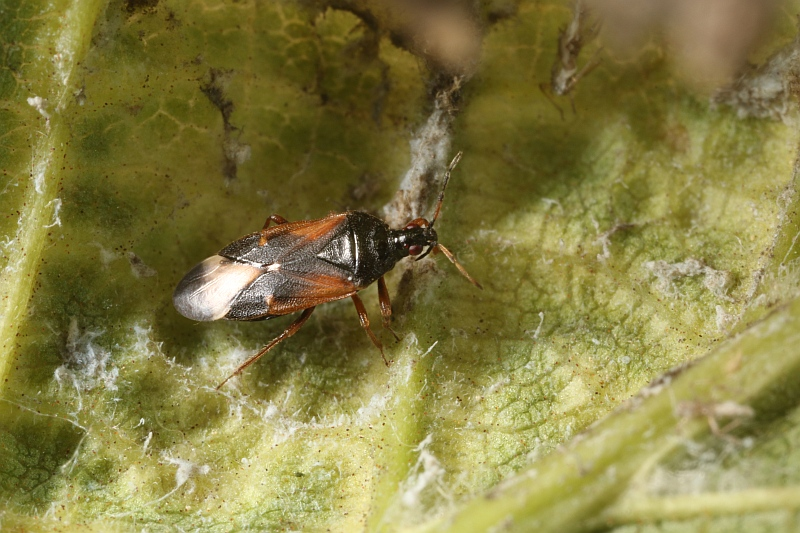
Anthocorini: Anthocoris gallarumulmi
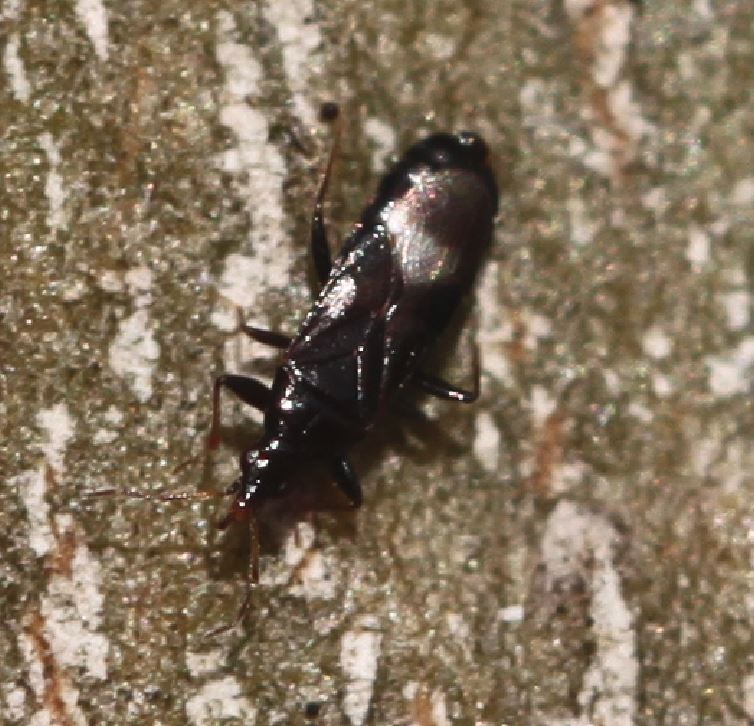
Anthocorini: Dufouriellus ater, Allemagne
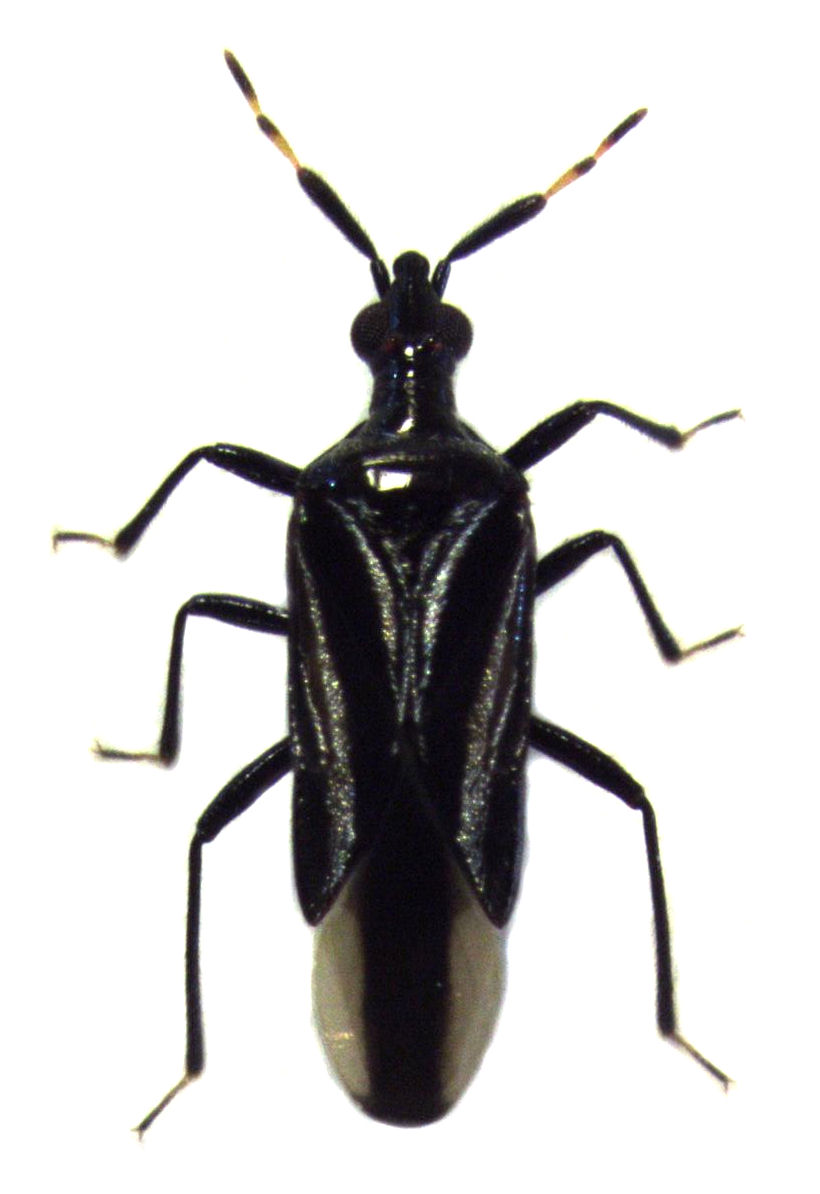
Anthocorini: Macrotrachelia nigronitens
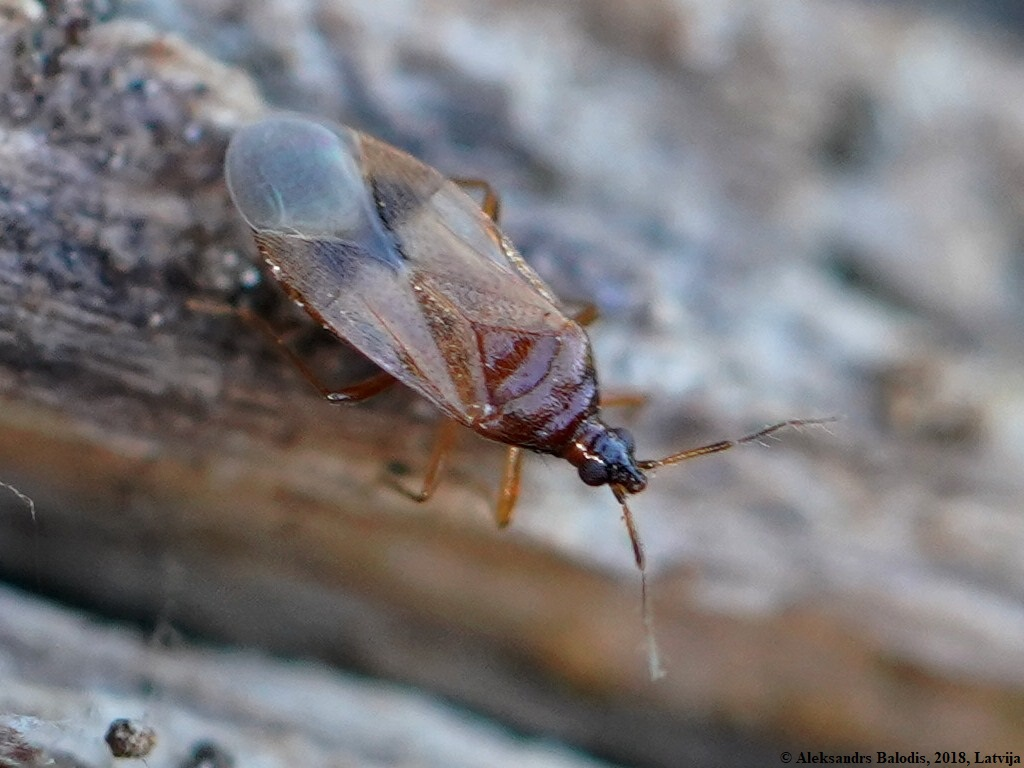
Cardiastethini: Amphiareus obscuriceps, Lettonie
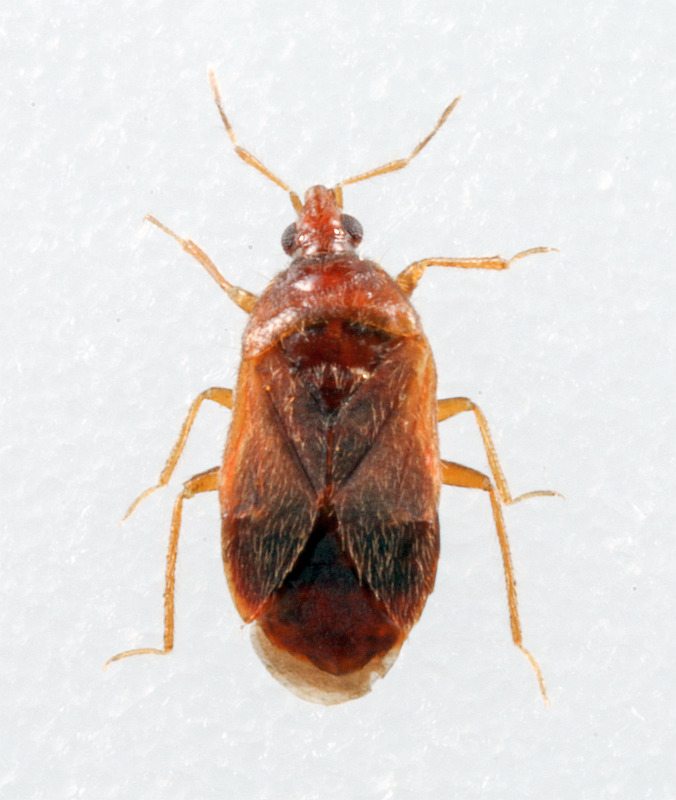
Cardiastethini: Cardiastethus fasciiventris, Pays-Bas
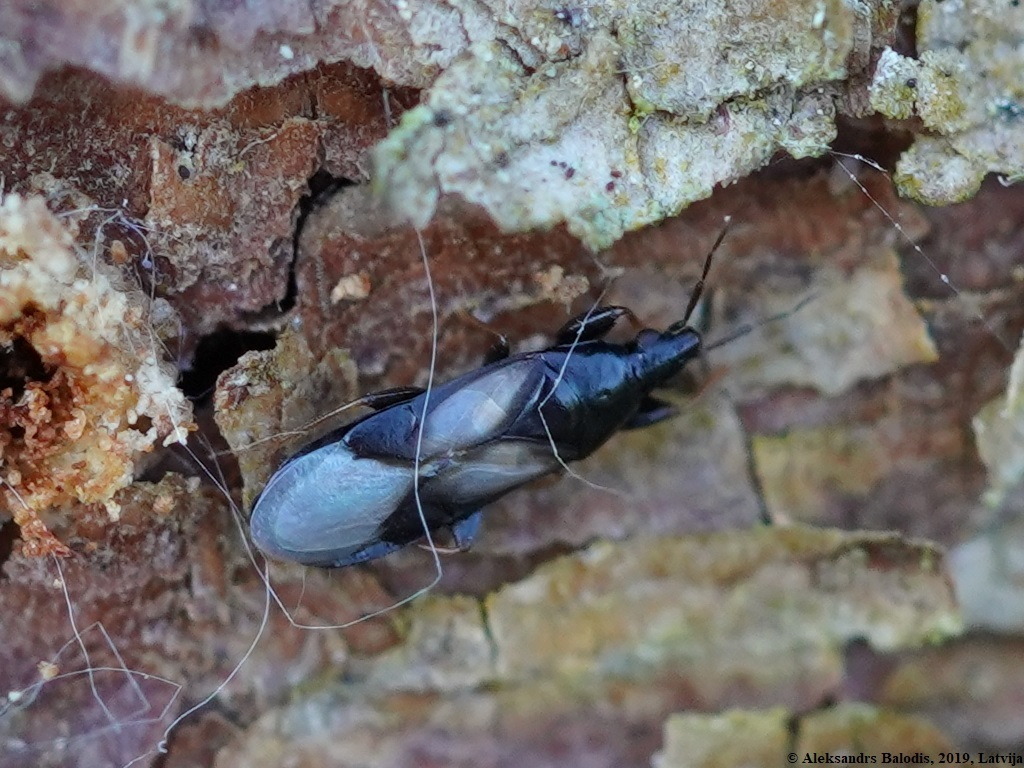
Scolopini: Scoloposcelis pulchella, Lettonie
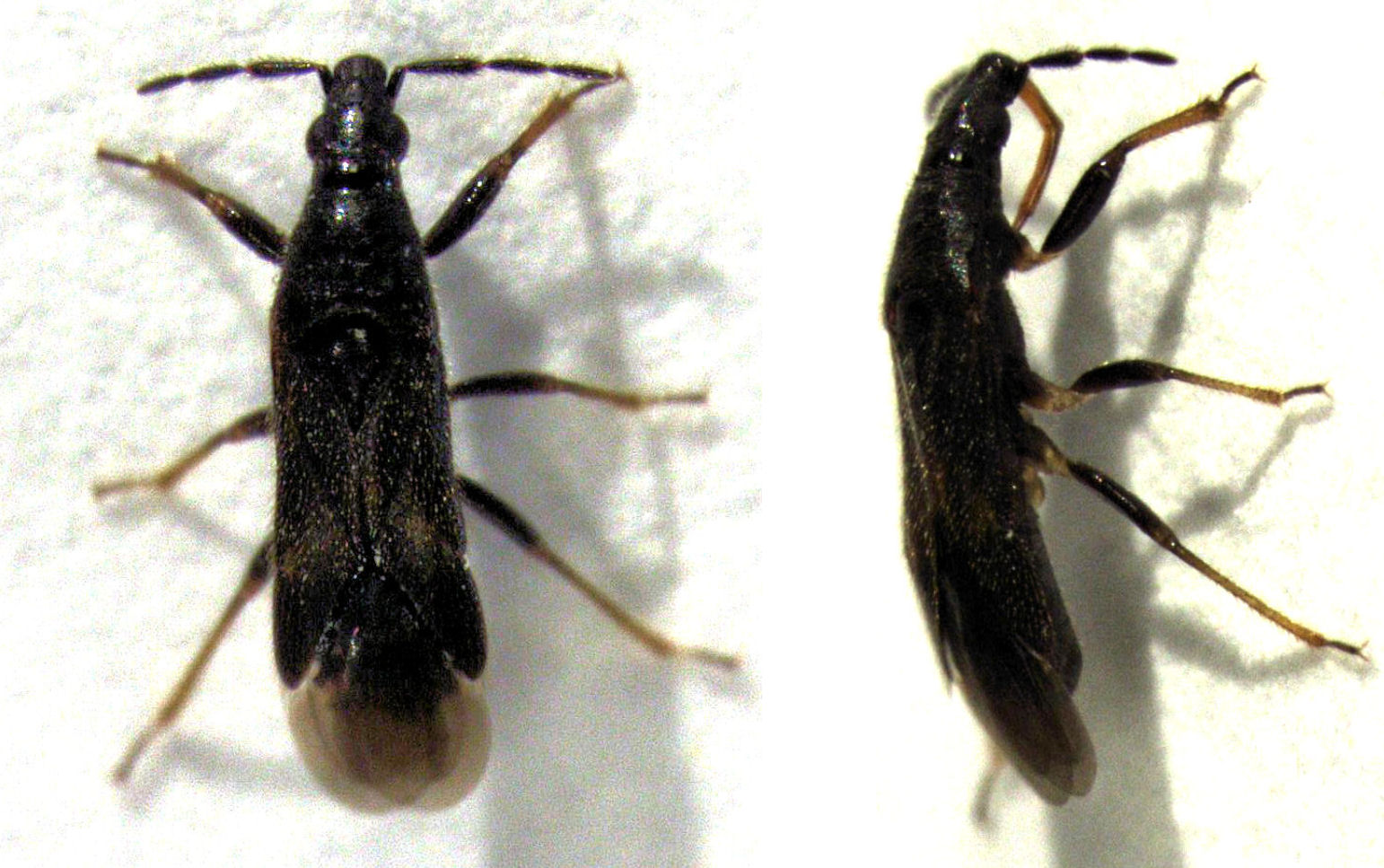
Scolopini: Maoricoris benefactor, Nouvelle-Zélande
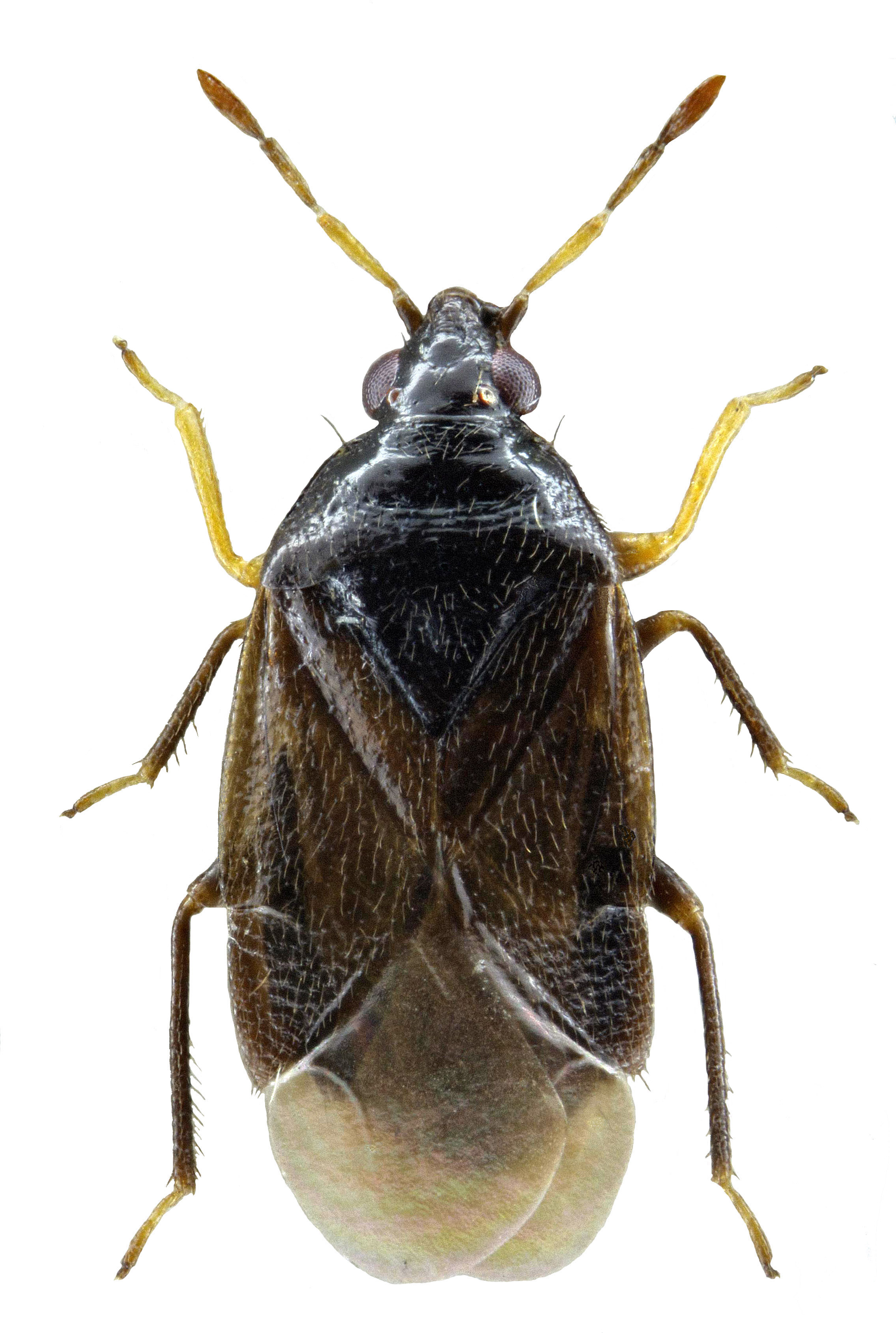
Oriini: Orius niger
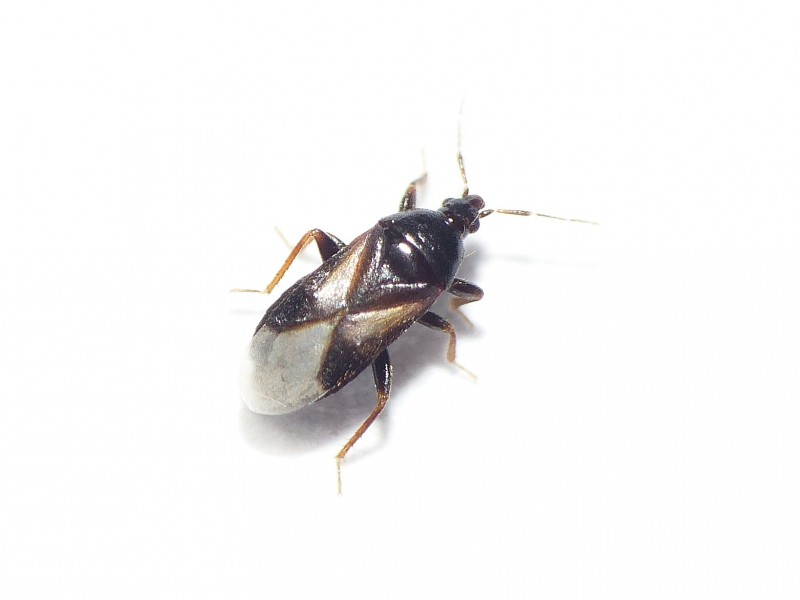
Xylocorini: Xylocoris cursitans
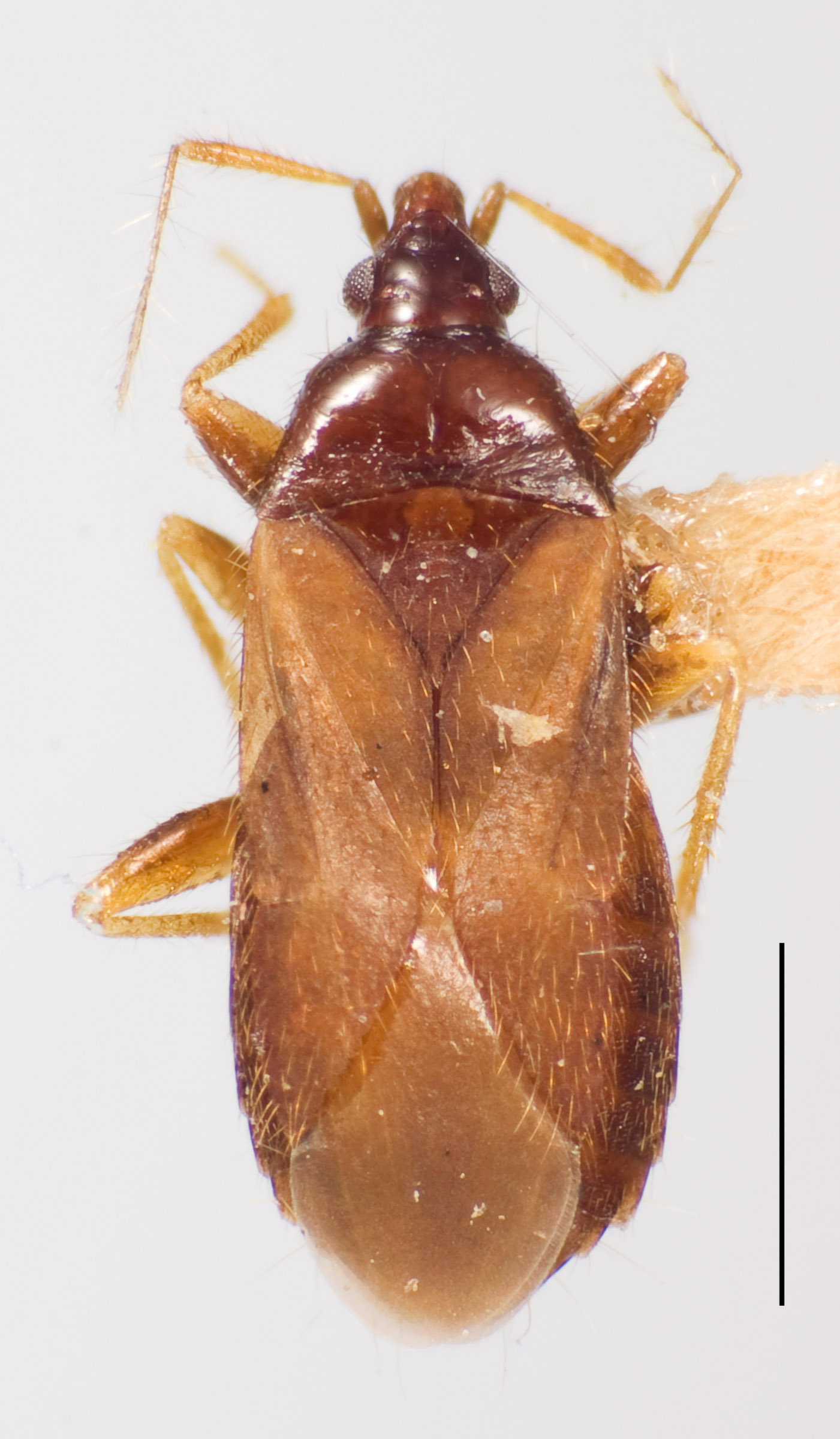
Lasiochilinae: Dilasia fuscula
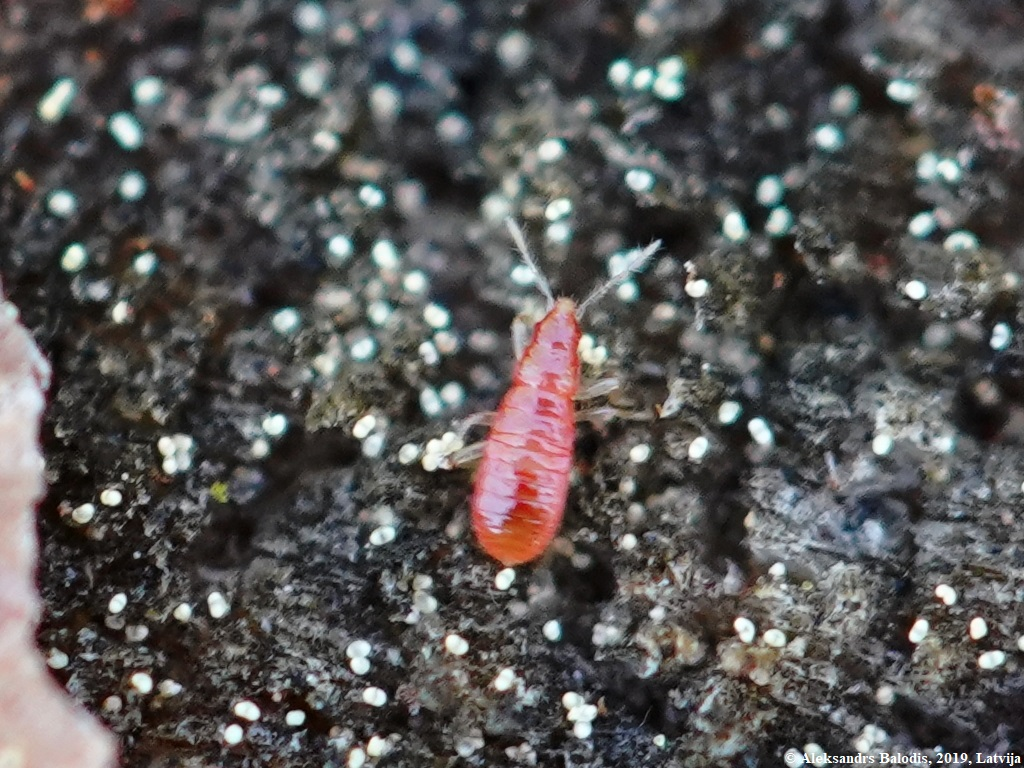
Larve, stade 1 ou 2 (Xylocoris cursitans)
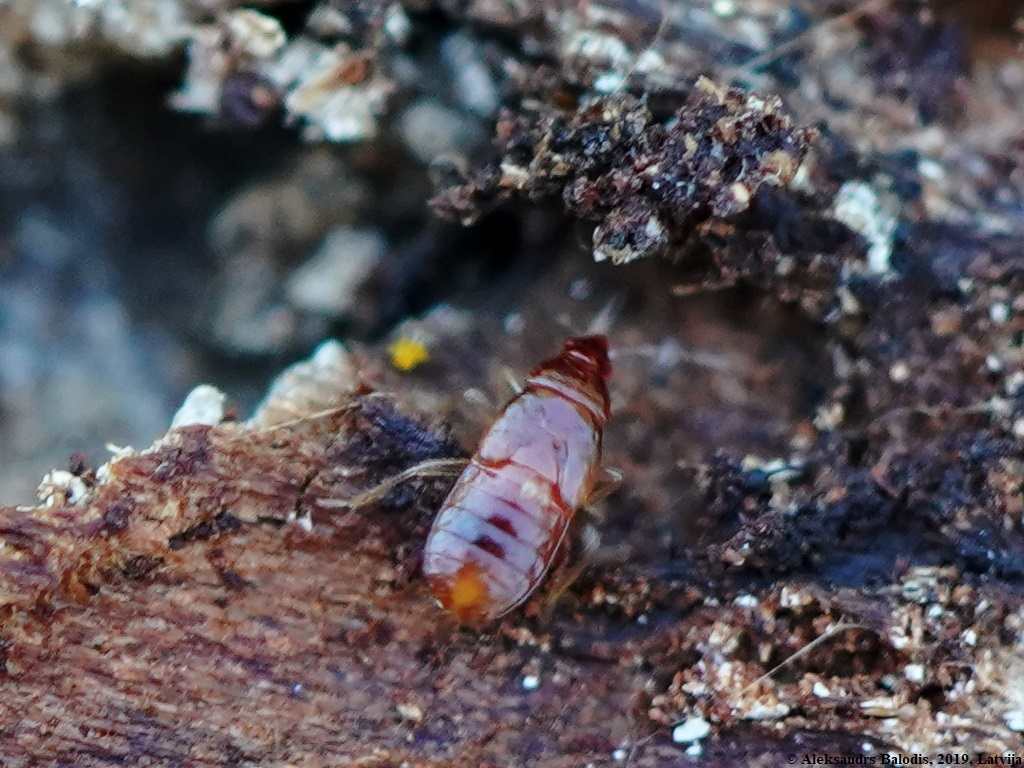
Larve, stade 4 ou 5 (Xylocoris cursitans)
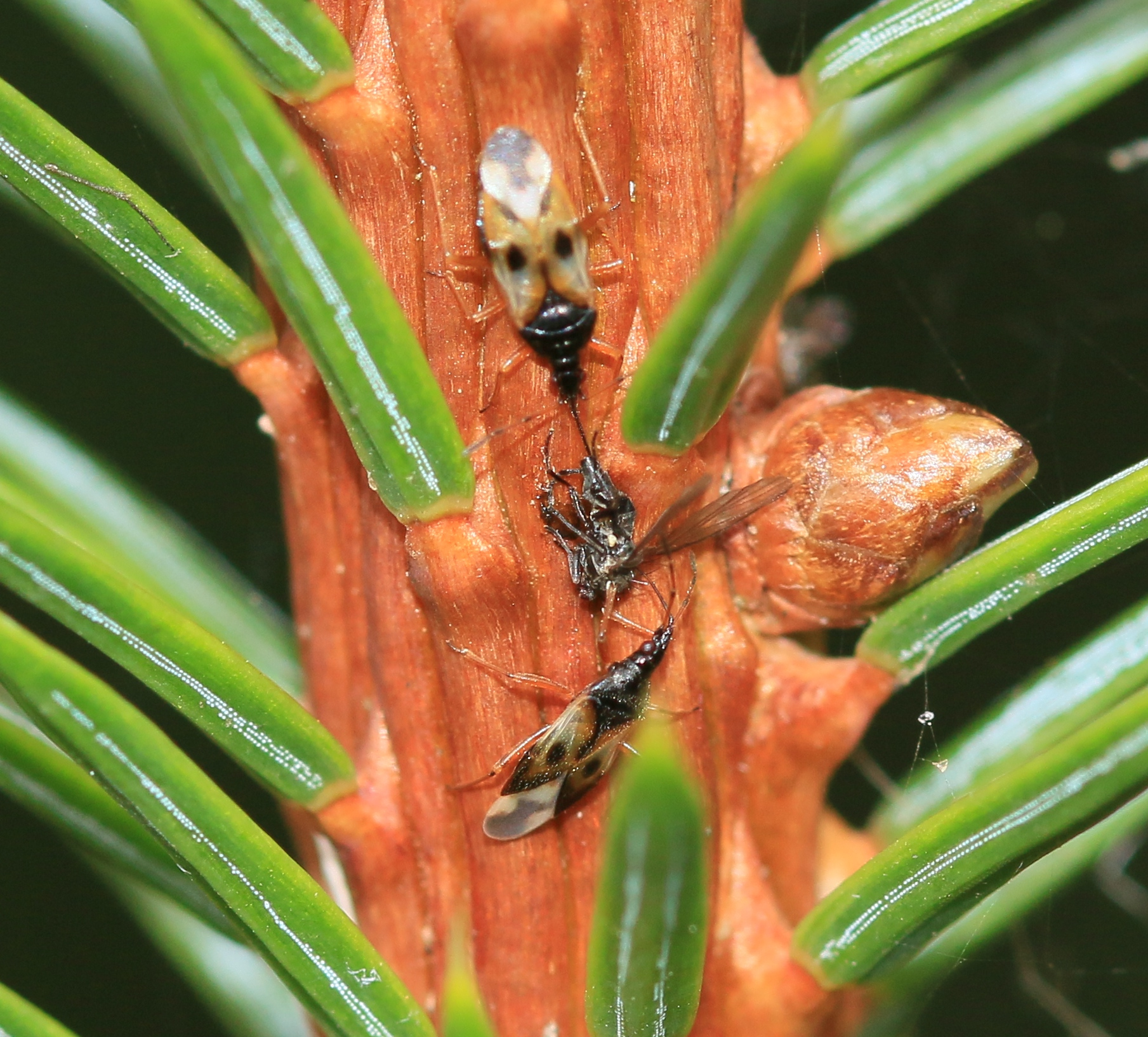
Anthocoridae sp. se partageant une proie, Écosse

## Systématique
Cette famille fait partie de la super-famille des Cimicoidea. Toutefois, sa phylogénie reste débattue, à la fois dans la super-famille et quant à ses sous-familles,. Deux des sous-familles, les Lasiochilinae et les Lyctocorinae, se sont vus élevées par certains auteurs au rang de famille, un statut généralement accepté pour les Lyctocoridae, mais pas pour les Lasiochilidae, qui garderaient donc le rang de sous-famille. Il est ainsi difficile de préciser le nombre d'espèces. Avec les Lasiochilinae, ce nombre est estimé à autour de 500 pour 60-70 genres (selon BioLib (21 avril 2022)). En France métropolitaine la famille est représenté par 16 genre et 48 espèces.

### Étymologie
Leur nom vient de antho-, du grec ancien ἄνθος, ánthos, « fleur », et coris, du grec ancien κόρις, kóris, « punaise », autrement dit les « punaises des fleurs ». « Flower bugs » est d'ailleurs l'un de leur nom en anglais, l'autre étant « Minute pirate bugs », ou « punaises-pirates minuscules », en raison de leur régime prédateur et de leur taille.

### Liste des sous-familles, tribus et genres
Selon BioLib (21 avril 2022) :
- sous-famille Anthocorinae Fieber, 1837
  - tribu Almeidini Carayon, 1972
    - genre Almeida Distant, 1910
    - genre Australmeida Woodward, 1977
    - genre Lippomanus Distant, 1904

  - tribu Anthocorini Fieber, 1837
    - genre Acompocoris Reuter, 1875
    - genre Anthocoris Fallén, 1814
    - genre Coccivora McAtee & Malloch, 1925
    - genre Dufouriellus Kirkaldy, 1906
    - genre Elatophilus Reuter, 1884
    - genre Galchana Distant, 1910
    - genre Macrotrachelia Reuter, 1871
    - genre Melanocoris Champion, 1900
    - genre Temnostethus Fieber, 1860
    - genre Tetraphleps Fieber, 1860

  - tribu Blaptopstethini Carayon, 1972
    - genre Blaptostethoides Carayon, 1972
    - genre Blaptostethus Fieber, 1860

  - tribu Cardiastethini Carayon, 1972
    - genre Alofa Herring, 1976
    - genre Amphiareus Distant, 1904
    - genre Brachysteles Mulsant & Rey, 1852
    - genre Buchananiella Reuter, 1884
    - genre Cardiastethus Fieber, 1860
    - genre Dasypterus Reuter, 1871
    - genre Dolostethus Henry & Herring, 1978
    - genre Dysepicritus Reuter, 1884
    - genre Indocoris Muraleedharan & Ananthakrishnan, 1978
    - genre Orthosoleniopsis Poppius, 1909
    - genre Pehuencoris Carpintero & Dellapé, 2006
    - genre Physopleurella Reuter, 1884
    - genre Rajburicoris Carpintero & Dellapé, 2008
    - genre Xylocoridea Reuter, 1876
    - genre Xyloecocoris Reuter, 1879

  - tribu Oriini Carayon, 1955
    - genre Bilia Distant, 1904
    - genre Carayonocoris Muraleedharan, 1977
    - genre Dokkiocoris Miller, 1951
    - genre Kitocoris Herring, 1967
    - genre Macrothacheliella Champion, 1900
    - genre Macrotracheliella Champion, 1900
    - genre Montandoniola Poppius, 1909
    - genre Odontobrachys Fieber, 1860
    - genre Orius Wolff, 1811
    - genre Pachytarsus Fieber, 1860
    - genre Paratriphleps Champion, 1900
    - genre Turnebiella Poppius, 1915
    - genre Wollastoniella Reuter, 1884

  - tribu Scolopini Carayon, 1954
    - sous-tribu Calliodina Carayon
      - genre Calliodis Reuter, 1871
      - genre Eulasiocolpus Champion, 1900
      - genre Lasiocolpoides Champion, 1900
      - genre Lepidonannella Poppius, 1913
      - genre Zopherocoris Reuter, 1871

    - sous-tribu Scolopina Carayon, 1954
      - genre Lasiochiloides Champion, 1900
      - genre Scolopa Carayon, 1954
      - genre Scolopella Carayon, 1954
      - genre Scolopocoris Carayon, 1972
      - genre Scoloposcelis Fieber, 1864

    - genre Maoricoris China, 1933
    - genre Nidicola Harris & Drake, 1941
    - genre Solenonotus Reuter, 1871

  - tribu Xylocorini Carayon, 1972
    - genre Xylocoris Dufour, 1831

  - genre Crytosternum Fieber, 1860
- sous-famille Lasiochilinae Carayon, 1972
  - tribu Lasiochilini Carayon, 1972
    - genre Lasiochilus Reuter, 1871
    - genre Plochiocoris Champion, 1900

  - genre Eusolenophora Poppius, 1909
  - genre Lasiellidea Reuter, 1895
  - genre Lasiocolpus Reuter, 1884
  - genre Oplobates Reuter, 1895
  - genre Plochiocorella Poppius, 1909
- genre Lilia White, 1879
- genre Opisthypselus Reuter, 1908

### Genres fossiles
- sous-famille Anthocorinae Fieber, 1837
  - tribu Anthocorini Fieber, 1837
    - genre †Xyloesteles Popov & Herczek, 2011

  - tribu Cardiastethini Carayon, 1972
    - genre †Brachypicritus Popov & Herczek, 2011
- tribu †Lyctoferini Popov, 2003
  - genre †Lyctoferus Popov, 2003
- genre †Eoanthocoris Popov, 1990
- genre †Mesanthocoris Hong & Wang, 1990
- genre †Persephonocoris Popov & Herczek, 2001